# Ngựa Freiberger
Ngựa Freiberger (hay còn được gọi là Franches-Montagnes) là một giống ngựa có nguồn gốc từ Thụy Sĩ, chúng được sản sinh từ khu vực Jura và được mô tả như là một con ngựa máu nóng hạng nặng mà cũng được miêu tả như là một con ngựa máu lạnh hạng nhẹ. Ngựa Freiberger được sử dụng rộng rãi phổ biến như là một giống ngựa kéo xe và ngựa thồ trong biên chế của quân đội Thụy Sĩ. Giống ngựa này có một cấu trúc thân thể được phân bố cân đối, đồng đều và linh hoạt do đặc điểm này, chúng phù hợp cho cả việc kéo xe lẫn việc cưỡi ngựa. Hàng năm tại Marché Concours ở Saignelégier ở quận Franches-Montagnes thuộc bang Jura của Thụy Sĩ vào cuối tuần thứ hai vào tháng Tám thường diễn ra một loạt các chương trình và các cuộc thi được tổ chức dành riêng cho giống ngựa này. 
Gốc gác của giống ngựa này được ghi nhận tại vùng Jura vào năm 1619. Vào đầu thế kỷ XIX, đã có các nhà lai tạo ngựa ở quận Franches-Montagnes có ý định tạo ra giống ngựa mới. Năm 1817, đã có 4.000 con ngựa giống được ghi nhận, những con ngựa được lai tạo để sử dụng trong nông nghiệp và trong biên chế quân đội như những con ngựa thồ và ngựa kéo pháo phục vụ cho đội pháo binh. Sau này người ta còn nhập khẩu giống ngựa Anglo-Norman vào năm 1821 và của những con ngựa khác từ Anh, Pháp, rồi ngựa Hannover và ngựa Oldenburg cho năm 1830 với mục tiêu khắc phục các lỗi của giống ngựa địa phương (Landrace), được xem là kém hơn do với đầu thô và cổ dày nhưng ngắn và mông dốc, mặc dù khung thân của nó được coi là chuẩn.